# Харбин Ланьгэ
«Харбин Ланьгэ» (кит. (哈尔滨兰格) — бывший профессиональный футбольный клуб из города Харбин, провинция Хэйлунцзян, КНР. Выступал на Народном стадионе (Хух-Хото). Победитель второй лиги по футболу сезона 2002 года. Расформирован в 2004 году.

## История
Футбольный клуб «Харбин Ланьгэ» был основан 26 декабря 1996 года и стал первым профессиональным клубом в провинции Хэйлунцзян. В сезонах 1997 и 1998 года команда выступала в третьем футбольном дивизионе Китая, северной лиге. 
В 2002 году под руководством главного тренера Ли Инфа клуб стал чемпионом второй лиги, став первым клубом из провинции Хэйлунцзян, который смог выиграть второй дивизион. По итогам розыгрыша сезона 2003 года в Первой лиге команда одержала всего три победы при двух ничьих и 21 поражении, в итоге заняла последнее, 14-е место и вновь вылетела во вторую лигу. 
В феврале 2004 года была проведена финансовая проверка клуба и оказалось, что в команде существуют задолженности перед тренерским штабом и игроками за сезон 2003 года, в итоге команда была не допущена КФА до участия в официальных соревнованиях и в дальнейшем была расформирована. 

## Достижения
- Победитель Второй лиги Китая по футболу : 2002